# Communauté de communes des Coteaux du Layon
Pour les articles homonymes, voir Layon.
La communauté de communes des Coteaux du Layon est une ancienne communauté de communes française située dans le département de Maine-et-Loire et la région Pays de la Loire.
Elle se situe dans le couloir du Layon, partagée entre les Mauges et le Saumurois, et fait partie du syndicat mixte Pays de Loire en Layon.
L'intercommunalité rassemble sept communes sur près de 200 km2.

## Historique
La communauté de communes des Coteaux du Layon a été créée en 1995, par transformation du district de Thouarcé en communauté de communes.
À la disparition des communautés de communes Sud-Loire et Layon-Val d'Hyrôme, le 1er janvier 2005, les communes de Mozé-sur-Louet et de Saint-Lambert-du-Lattay intègrent la CC Coteaux du Layon.
L'intercommunalité élargit ses compétences en 2010 au domaine éolien, et en 2011 au domaine de la petite enfance. En avril 2012, elle refond ses statuts, et les modifie à nouveau en septembre 2013, y ajoutant une compétence facultative d'offre de soins.
Le 1er janvier 2016, les communes de Champ-sur-Layon, Faveraye-Mâchelles, Faye-d'Anjou, Rablay-sur-Layon et Thouarcé fusionnent pour constituer la commune nouvelle de Bellevigne-en-Layon et celle de Saint-Lambert-du-Lattay s'unit à Saint-Aubin-de-Luigné pour constituer Val-du-Layon. Cette dernière choisit de rejoindre la communauté de communes Loire-Layon.
Le schéma départemental de coopération intercommunale de Maine-et-Loire, approuvé le 22 janvier 2016 par la commission départementale de coopération intercommunale, envisage la fusion de la communauté de communes des Coteaux du Layon avec la communauté de communes Loire Aubance et la communauté de communes Loire-Layon à partir du 1er janvier 2017, la nouvelle structure porte le nom de communauté de communes Loire Layon Aubance.

## Territoire communautaire

### Composition
La communauté de communes des Coteaux du Layon regroupe sept communes, :
| Nom                         | Code Insee | Gentilé      | Superficie (km2) | Population (dernière pop. légale) | Densité (hab./km2) |
| --------------------------- | ---------- | ------------ | ---------------- | --------------------------------- | ------------------ |
| Bellevigne-en-Layon (siège) | 49345      |              | 94,37            | 5 807 (2014)                      | 62                 |
| Aubigné-sur-Layon           | 49012      | Aubignois    | 5,32             | 368 (2014)                        | 69                 |
| Beaulieu-sur-Layon          | 49022      | Belloquois   | 12,78            | 1 421 (2014)                      | 111                |
| Chavagnes                   | 49086      | Chavagnais   | 16,21            | 1 262 (2014)                      | 78                 |
| Martigné-Briand             | 49191      | Martinéens   | 27,21            | 1 899 (2014)                      | 70                 |
| Mozé-sur-Louet              | 49222      | Mozéens      | 25,53            | 2 033 (2014)                      | 80                 |
| Notre-Dame-d'Allençon       | 49227      | Allençonnais | 13,63            | 684 (2014)                        | 50                 |

## Administration

### Présidence
| Période                                  | Période | Identité          | Étiquette             | Qualité |
| ---------------------------------------- | ------- | ----------------- | --------------------- | --- |
| 1983                                     | 2008    | Michel Piron      | UDF puis UMP puis UDI | Maire de Thouarcé (1983-2003) Député de la 4e circ. de Maine-et-Loire (2002-2017) Conseiller général du canton de Thouarcé (2001-2015) |
| 2008                                     | 2016    | Jean-Yves Le Bars | SE                    | Maire de Thouarcé (2003-2015) |
| Les données manquantes sont à compléter. |         |                   |                       | |

### Compétences
La communauté de communes des Coteaux du Layon a pour vocation de réunir les forces de plusieurs communes. Domaines d'intervention de l'établissement public de coopération intercommunale (EPCI) CC Coteaux du Layon :
- aménagement de l'espace,
- développement économique,
- voirie, éclairage public,
- logement et cadre de vie,
- protection et mise en valeur de l'environnement,
- équipements sportifs, culturels et sociaux,
- service d'incendie et de secours,
- affaires scolaires,
- tourisme,
- aménagement et gestion hydraulique.

### Finances
Son budget était de 9 431 000 € en 2008.

## Population

### Démographie
| 1995 | 1998 | 2001 | 2006   | 2009   | 2012   | 2013   |
| ---- | ---- | ---- | ------ | ------ | ------ | ------ |
| -    | -    | -    | 13 438 | 14 555 | 15 147 | 15 310 |

### Logement
On comptait en 2009, sur le territoire de la communauté de communes, 6 253 logements, pour un total sur le département de 360 144. 89 % étaient des résidences principales, et 74 % des ménages en étaient propriétaires.

### Revenus
En 2010, le revenu fiscal médian par ménage sur la communauté de communes était de 17 697 €, pour une moyenne sur le département de 17 632 €.

## Économie
Sur 1 314 établissements présents sur l'intercommunalité à fin 2010, 33 % relevaient du secteur de l'agriculture (pour 17 % sur l'ensemble du département), 6 % relevaient du secteur de l'industrie, 9 % du secteur de la construction, 40 % du secteur du commerce et des services (pour 53 % sur le département) et 12 % de celui de l'administration et de la santé.